# Miriam Ben-Peretz

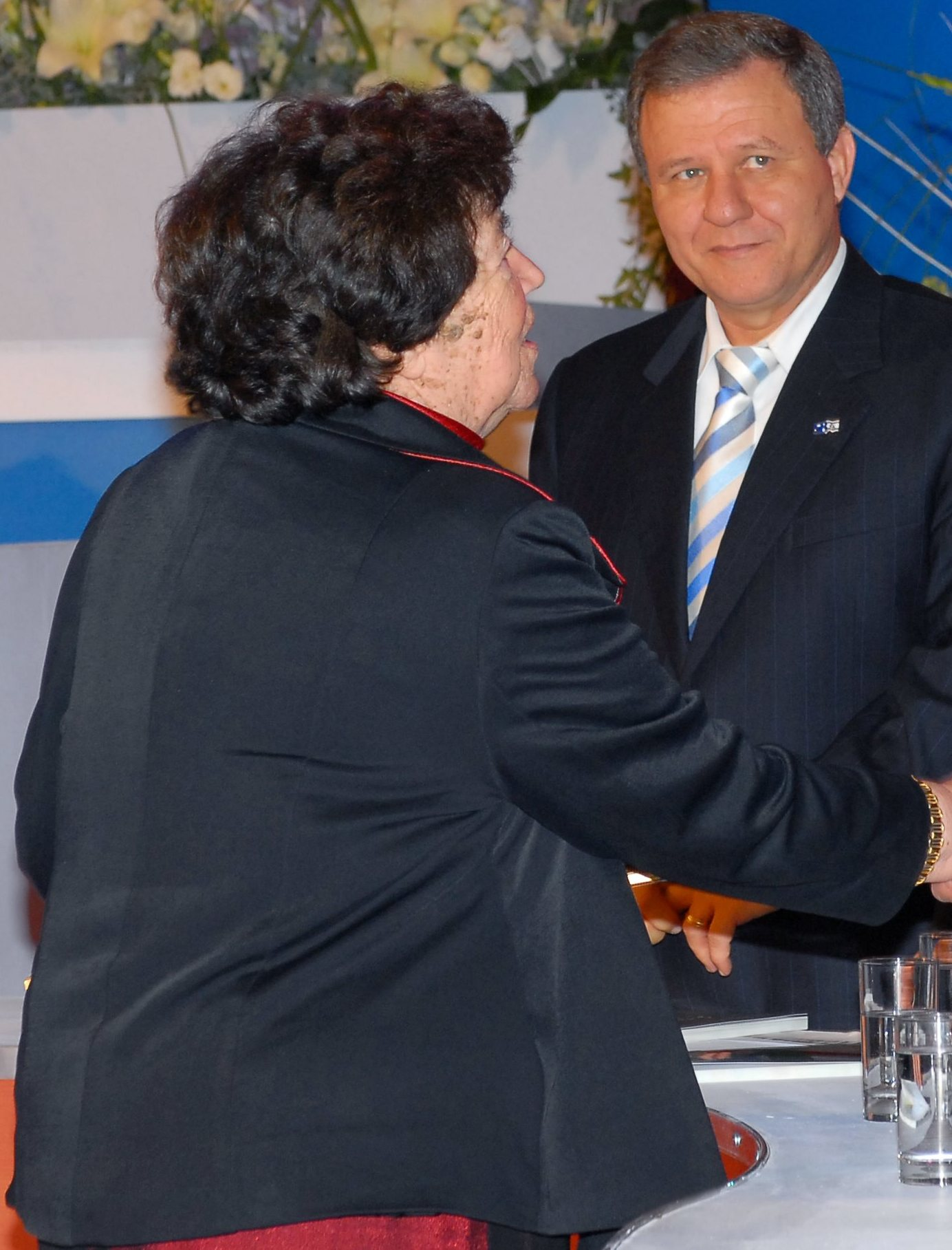
Miriam Ben Peretz (2006)

Miriam Ben-Peretz hebräisch מרים בן-פרץ (geboren als Miriam Rabin 1. April 1927 in Breslau, Deutsches Reich; gestorben 15. Juli 2020) war eine israelische Pädagogin.

## Leben
Miriam Rabin war eine Tochter des russisch-deutschen Historikers Israel Rabin und der Literaturwissenschaftlerin Ester Rabin (1889–1978). Ihr älterer Bruder Chaim Rabin  (1915–1996) wurde Hebraist, ihr 1931 geborener Bruder Michael Oser Rabin wurde Informatiker. Ihr Vater war zur Zeit ihrer Geburt Dozent am Jüdisch-Theologischen Seminar in Breslau (JTS). Nach der Machtergreifung der Nationalsozialisten 1933 emigrierte die Familie 1935 nach Palästina. Rabin besuchte die Reali-Schule in Haifa unter Leitung von Arthur Biram. Sie heiratete 1947 Joseph Koffler, der im selben Jahr zu Beginn des Palästinakriegs fiel. Seit 1949 war sie mit Moshe Ben-Peretz (1915–2011) verheiratet, dem sie 2009 ihr Buch Policy-Making in Education widmete.
Ben-Peretz studierte Naturwissenschaften an der Hebräischen Universität Jerusalem und machte 1958 einen ersten Abschluss, weitere Abschlüsse dort 1969 Magister und 1977 Promotion. Sie begann als Biologielehrerin an der Schule. 1964 wechselte sie als Dozentin für Pädagogik an die Universität Haifa, wo sie die Karriereleiter durchlief und 1990 eine Professur für Pädagogik erhielt. Sie leitete von 1978 bis 1985 die Lehrerausbildung an der Universität Haifa und war dort Dekanin der Pädagogischen Fakultät von 1988 bis 1993. Von 1994 bis 1996 war sie Präsidentin des College Tel Chai im Norden Israels. Ben-Peretz forschte zur Curriculumentwicklung, zur pädagogischen Soziologie und zur Bildungspolitik. Sie richtete eine landesweite Informationsstelle für Unterrichtsmodelle ein. Gastprofessuren und Gastvorlesungen führten sie nach Kanada und die USA sowie in die Bundesrepublik an die Universität Mainz.
Im Jahr 1997 erhielt sie einen Preis der American Educational Research Association für ihr Lebenswerk und 2006 einen Israel-Preis. 2015 erhielt sie einen EMET Prize for Art, Science and Culture.

## Schriften (Auswahl)
- The teacher-curriculum encounter : freeing teachers from the tyranny of texts. Albany : State University of New York Press, 1990
- Learning from experience: Memory and the teacher's account of teaching. New York: The State University of New York Press, 1995
- mit Friedrich W. Kron: Crossing frontiers. Mainz: Johannes Gutenberg-Universität, 1996
- mit Moshe Silberstein, V. Ziv (Hrsg.): Reflection in teaching : A central axis in teacher development. MOFET Institute. (He)
- mit Shifra Schonmann: Behind closed doors: Teachers and the role of the teachers' lounge. New York: State University of New York Press, 2000
- mit Bob Moon, Ally A. Brown (Hrsg.): The Routledge International Companion to Education. London and New York: Routledge, 2000
- The lifecycle of reform in education from the circumstances of birth to stages of decline: Causes, ideologies and power relations. London: Institute of Education, University of London, 2008
- Policy making in education: A holistic approach responding to global changes. Maryland: Rowman & Littlefield, 2009
- mit Gary McCulloch (Hrsg.): International perspectives on veteran teachers.  UK:  Routledge, 2011
- mit Sara Kleeman; Rivka Reichenberg; Sarah Shimoni: Embracing the social and the creative : new scenarios for teacher education. Lanham : Rowman & Littlefield Education, 2013
- Teacher educators as members of an evolving profession. Lanham : Rowman & Littlefield, 2013
- mit Sharon Feiman-Nemser; Shlomo Back: An arena for educational ideologies : current practices in teacher education programs. Lanham, Maryland : Rowman & Littlefield, 2017
- mit Sharon Feiman-Nemser: Political transformations and teacher education programs. Lanham : Rowman & Littlefield, 2018